# Kyjiv v Miniatjuri
Kyjiv v Miniatjuri (Київ в мініатюрі, Kiev i miniature) er en miniaturepark i Hidropark i Kyiv. Den blev åbnet 23. juni 2006.
Parken omfatter et areal på 1,8 ha med 48 modeller af Kievs seværdigheder i størrelsesforholdet 1:33. Blandt modellerne er Majdan Nezalezjnosti (Uafhængighedspladsen), hovedgaden Khesjtsjatyk, klostret Kyjevo-Netsrska Lavra, klostret Mykhajlivskyj Zolotoverkhyj Monastyr, byporten Zoloti Vorota, katedralen Sofijskyj Sobor, statuen Batkibsjtsjyna-Maty, hovedbanegården Kyjiv-Lasazjyrskyj og Boryspil Internationale Lufthavn.